# Phragmipedium

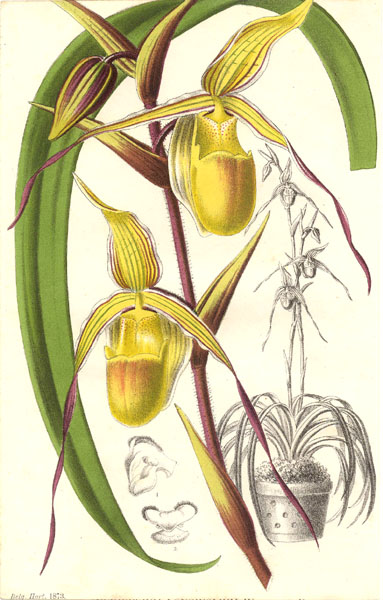
Phragmipedium longifolium na ilustraci z roku 1873

Phragmipedium je rod orchidejí z podčeledi Cypripedioideae. Jsou to pozemní, litofytické nebo epifytické byliny s listy v přízemní vějířovité růžici. Květy jsou velké a nápadné, s bačkůrkovitým pyskem, ve vícekvětých vrcholových květenstvích. Rod zahrnuje 24 druhů a je rozšířen v tropické a subtropické Americe. Největší počet druhů roste na západě Jižní Ameriky. Jsou podobné známějším střevíčníkovcům (Paphiopedilum), mají však poněkud odlišné nároky na pěstování.

## Popis
Orchideje rodu Phragmipedium jsou terestrické, litofytické nebo epifytické byliny s kožovitými, konduplikátními (tedy s průřezem ve tvaru písmene V), dvouřadě uspořádanými, jednolitě zelenými přízemními listy. Stonek je velmi krátký nebo zcela chybí.
Oddenek bývá krátký nebo dlouze plazivý, s dlouhými vláknitými kořeny.
Květenství jsou vrcholové laty nebo hrozny, dorůstající výšky 15 cm až jeden metr.
Květy jsou nápadné, středně velké až velké, přetočené (resupinátní) a vytrvávající po několik dní.
Horní kališní lístek je vypouklý a tvarem podobný spodnímu, který vznikl srůstem dvou postranních lístků. Postranní korunní lístky jsou užší než kališní a často se v průběhu vývoje květu prostřednictvím vrcholového meristému prodlužují. Pysk je bačkůrkovitý, nafouklý, s dovnitř zavinutým okrajem. Sloupek je krátký, po stranách se 2 fertilními prašníky a uprostřed se štítovitým, různě tvarovaným staminodiem. Pyl je v měkkých brylkách. Druh Phragmipedium lindenii je výjimečný tím, že pysk není vyvinut a v květu jsou tři fertilní tyčinky. Semeník je trojkomůrkový, s axilární placentací.
Plodem je vřetenovitá tobolka se třemi komůrkami.

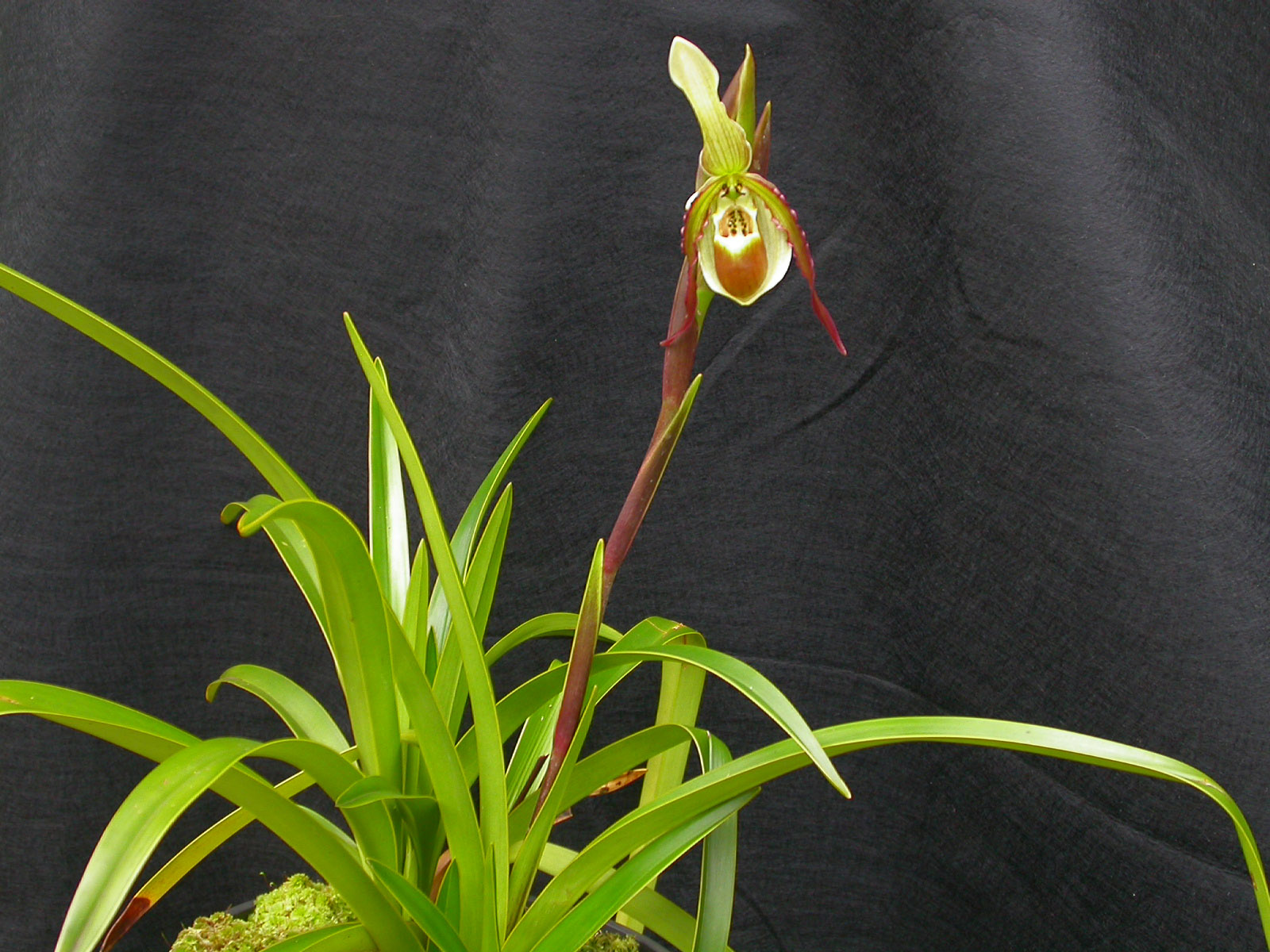
Phragmipedium vittatum
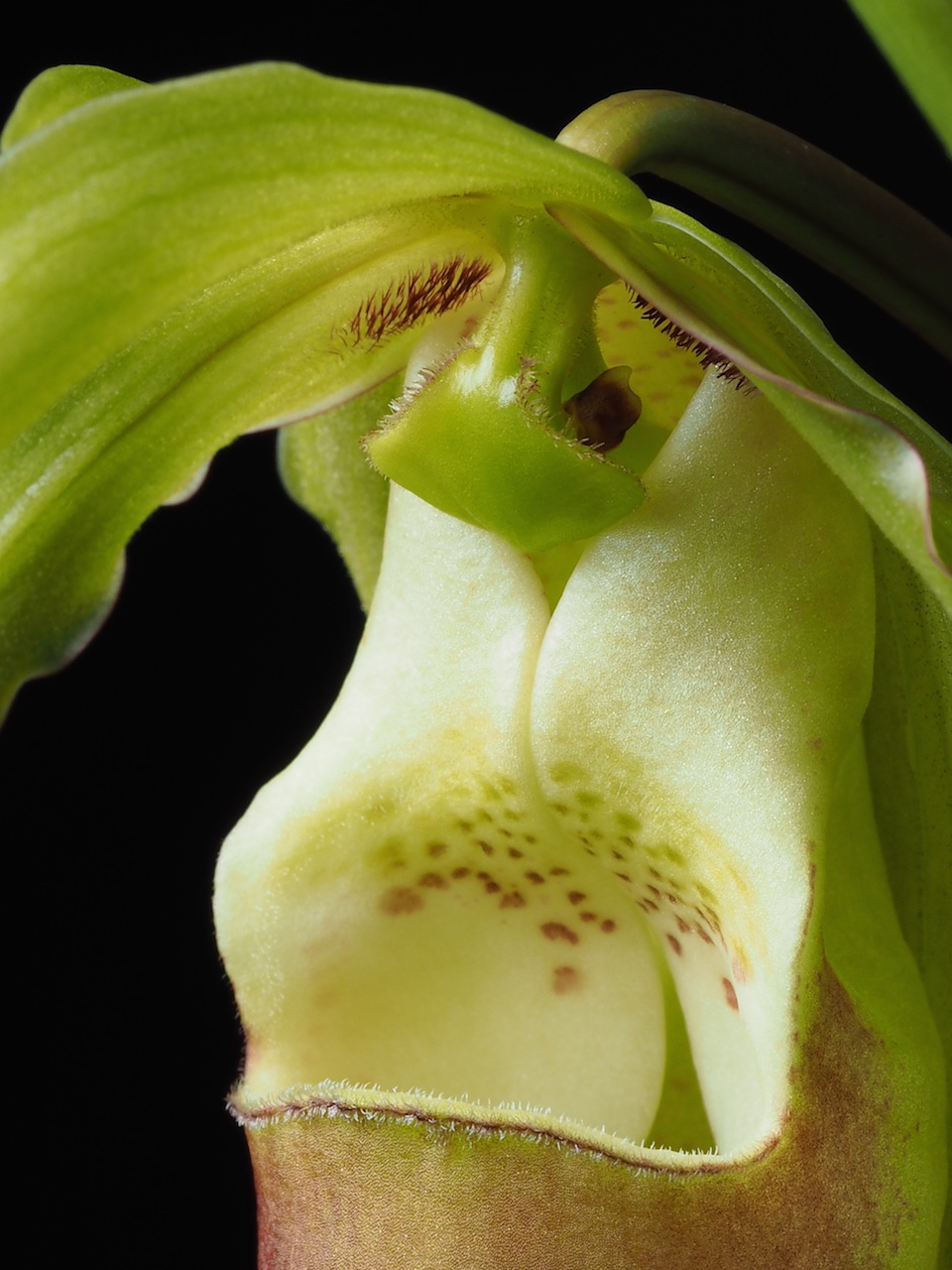
Střed květu Phragmipedium hirtzii
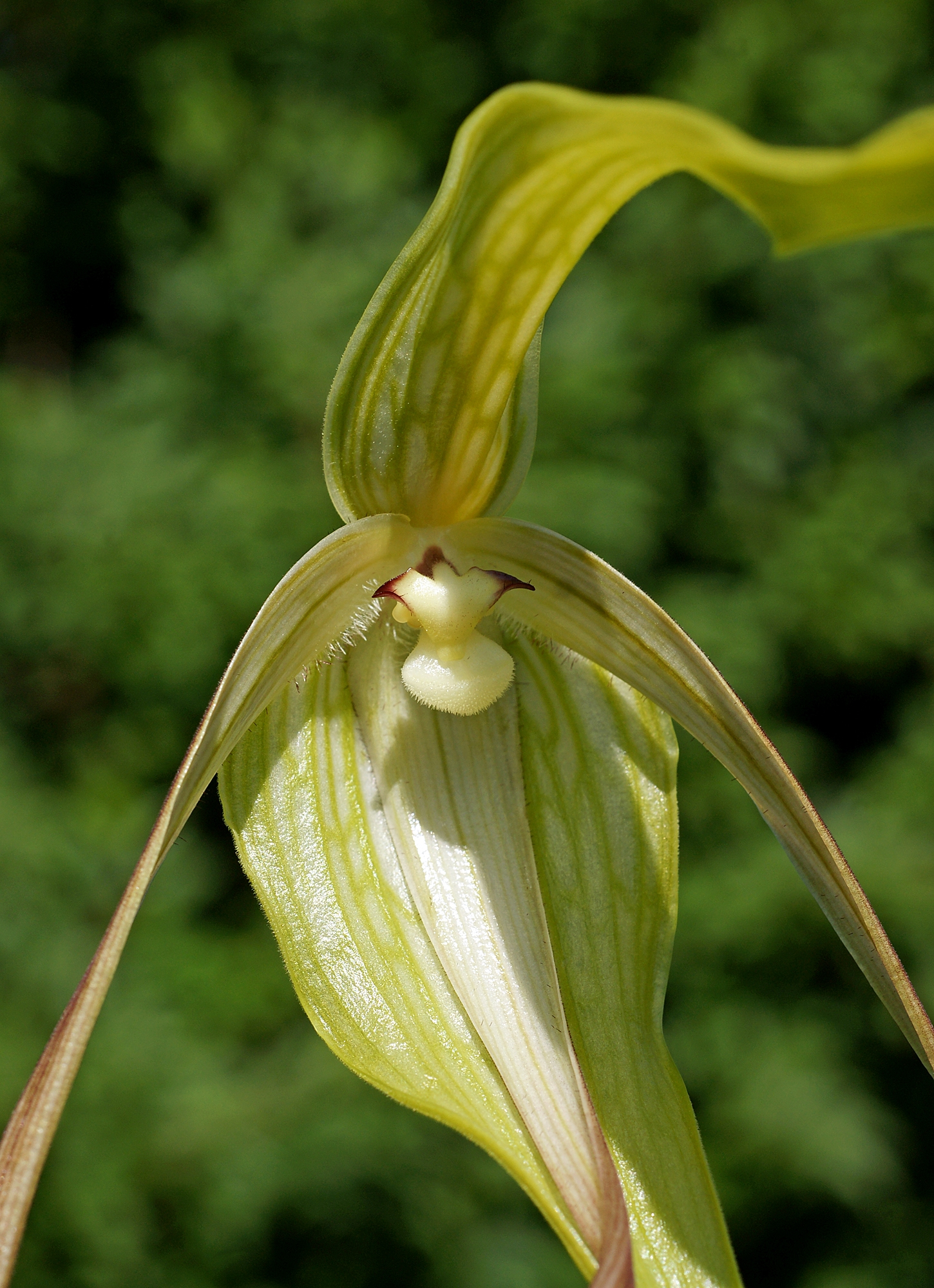
Květ druhu Phragmipedium lindenii, u něhož není vyvinut pysk

## Rozšíření
Rod Phragmipedium zahrnuje 24 druhů. Je rozšířen v tropické a subtropické Americe od jižního Mexika po Bolívii a jihovýchodní Brazílii. Na Karibských ostrovech se nevyskytuje. Centrum rozšíření je v andských zemích za západě tropické Jižní Ameriky.
Nejčastěji rostou v nadmořských výškách mezi 900 a 1300 metry, jsou však mezi nimi i druhy rostoucí v nížině na úrovni moře nebo naopak v horských polohách až do 3000 metrů.

## Ekologické interakce
Květy orchidejí rodu Phragmipedium jsou opylovány převážně pestřenkami nebo řidčeji včelami.
Pro druhy opylované pestřenkami je charakteristický drobně tečkovaný okraj pysku a nepříliš jasně zbarvené květy. Tečky imitují mšice, jimiž pestřenky krmí své larvy. Rostliny lákají opylovače také vůní, která se uvolňuje ze žláznatých chlupů na koruně květu.
Některé druhy jsou úzce specializované na opylení pouze jedním druhem hmyzu.
Květy Phragmipedium pearcei a P. caudatum jsou opylovány samicemi pestřenky Ocyptanthes antiphales, Phragmipedium longifolium také jedním druhem včely rodu Chlerogelia.
Některé druhy (Phragmipedium reticulatum, P. lindenii, P. boisserianum) jsou samosprašné. 
Dlouhé korunní lístky květů ze skupiny Phragmipedium caudatum slouží jako přístupová cesta pro opylovače.

## Taxonomie
Rod Phragmipedium náleží do skupiny vývojově pokročilejších rodů podčeledi Cypripedioideae, které se vyznačují konduplikátními listy. Nejblíže příbuzným rodem je monotypický, rovněž americký rod Mexipedium.
Druhy rodu Phragmipedium jsou dosti podobné zástupcům asijského rodu Paphiopedilum. Základním taxonomickým znakem, odlišujícím oba rody, je počet komůrek v semeníku a s tím související typ placentace. Rod Phragmipedium má semeník se třemi komůrkami a axilární placentací, zatímco semeník Paphiopedilum je jednokomůrkový, s placentací parietální. Zástupci rodu Phragmipedium mívají více trávovitý habit s delšími a užšími, vzpřímenými listy bez kresby. U většiny zástupců jsou listy jasněji zelené než u Paphiopedilum. Květenství bývá mnohokvěté, někdy i větvené, s dlouhou, zřetelně článkovanou stopkou a nápadnými listeny. Oba rody se liší i v počtu a velikosti chromozomů. S tím zřejmě souvisí i fakt, že se navzájem nemohou křížit.

## Pěstování

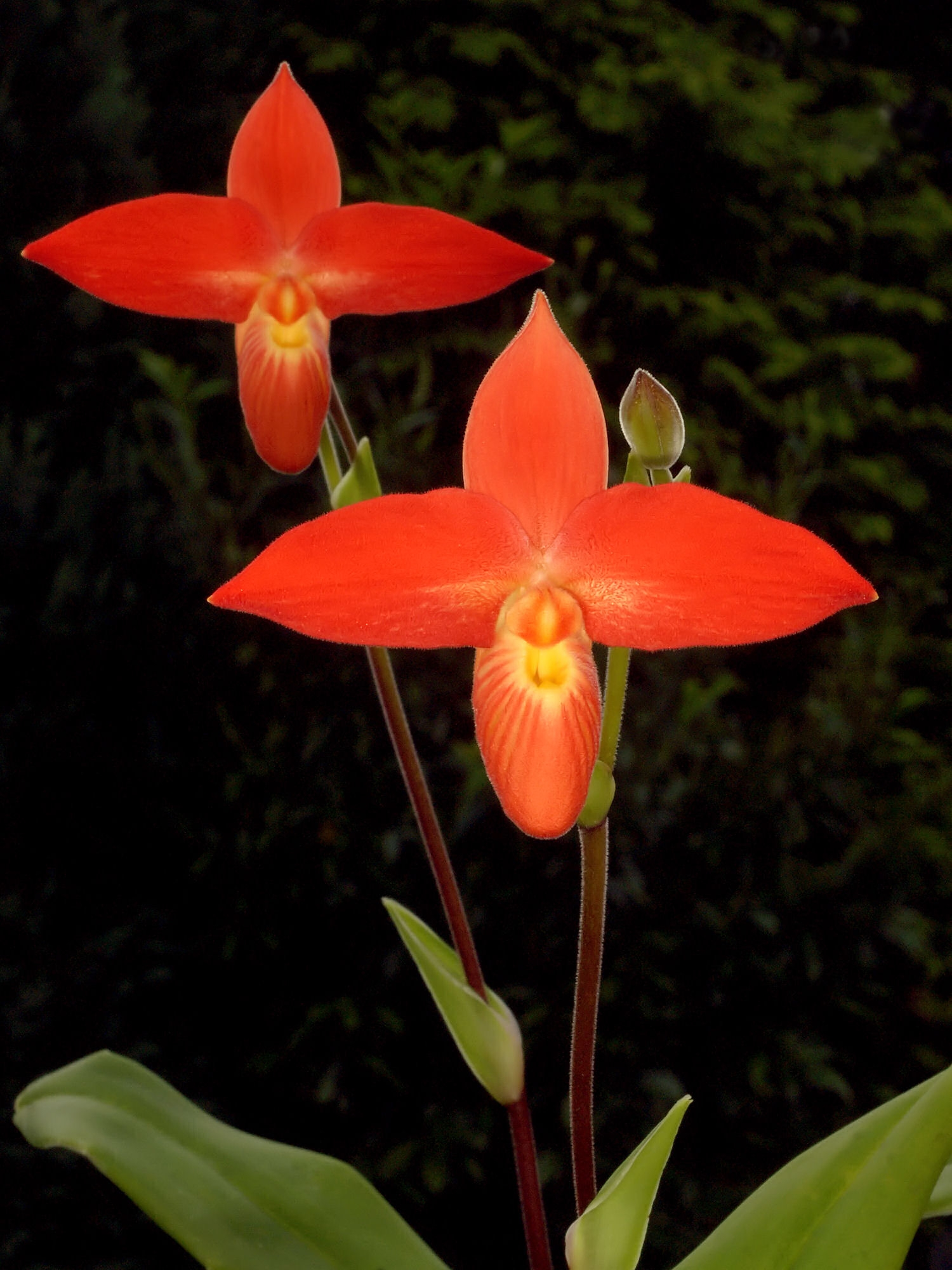
Phragmipedium besseae

Orchideje rodu Phragmipedium jsou obecně pěstovány řidčeji než známější střevíčníkovce. Zájem o ně podnítil objev unikátního, červenokvětého druhu P. besseae v roce 1981 v Peru. Dalším neobyčejným nálezem byl objev velkokvětého druhu P. kovachii, publikovaný v roce 2002. Druh byl nalezen v Peru a jeho sytě purpurové květy dosahují šířky až 11 cm. Atraktivní skupinou jsou také druhy z okruhu P. caudatum, jejichž postupně se prodlužující korunní lístky mohou dosáhnout délky až 75 cm.
Rostliny nejlépe rostou při denních teplotách okolo 20 °C a nočních neklesajících pod 16 °C. Při vyšších teplotách je třeba zajistit i vyšší vzdušnou vlhkost, zároveň však potřebují dobrou cirkulaci vzduchu. Vyhovuje jim dobré, ale rozptýlené osvětlení. Při nedostatku světla málokdy kvetou. Sázejí se do dobře propustné směsi pro orchideje, například do směsi jemně drcené borky a perlitu. Možné je přidat též rašelinu, rašeliník nebo lávový kámen. Substrát je třeba udržovat celoročně vlhký, avšak nepřemokřený. Zálivková voda by měla být měkká, lehce kyselá, zalévání tvrdou vodou s obsahem vápníku jim nesvědčí. Sázejí se do spíše menších květináčů, kde prosperují lépe než ve velkých nádobách. Nejlépe rostou v bohatších trsech, proto se nedoporučuje je rozdělovat na jednotlivé rostliny.

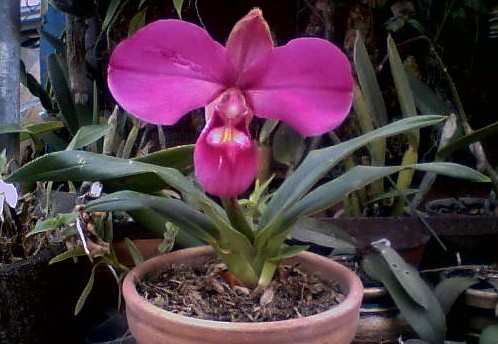
Velkokvětý druh Phragmipedium kovachii
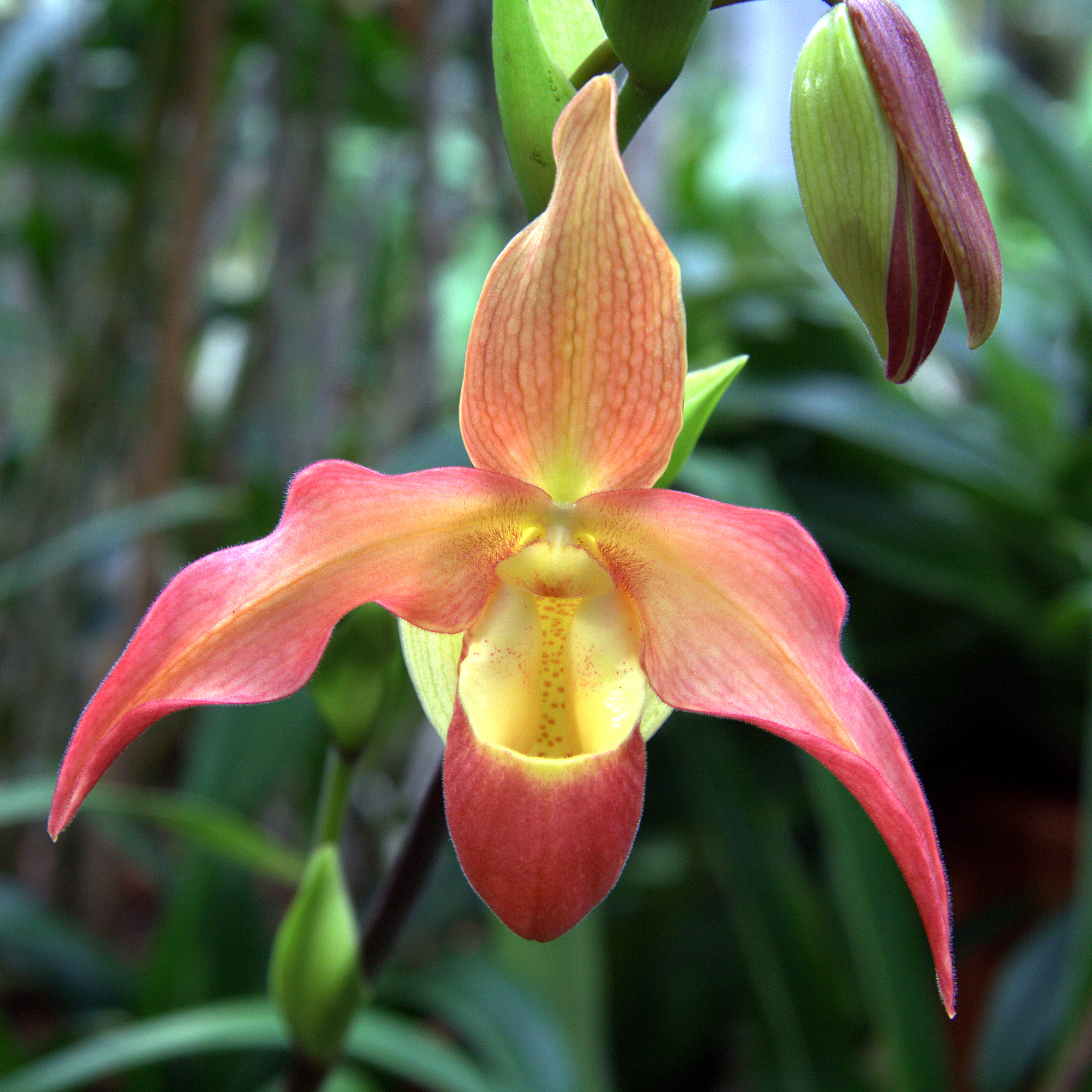
Phragmipedium, kultivar 'Eric Young'
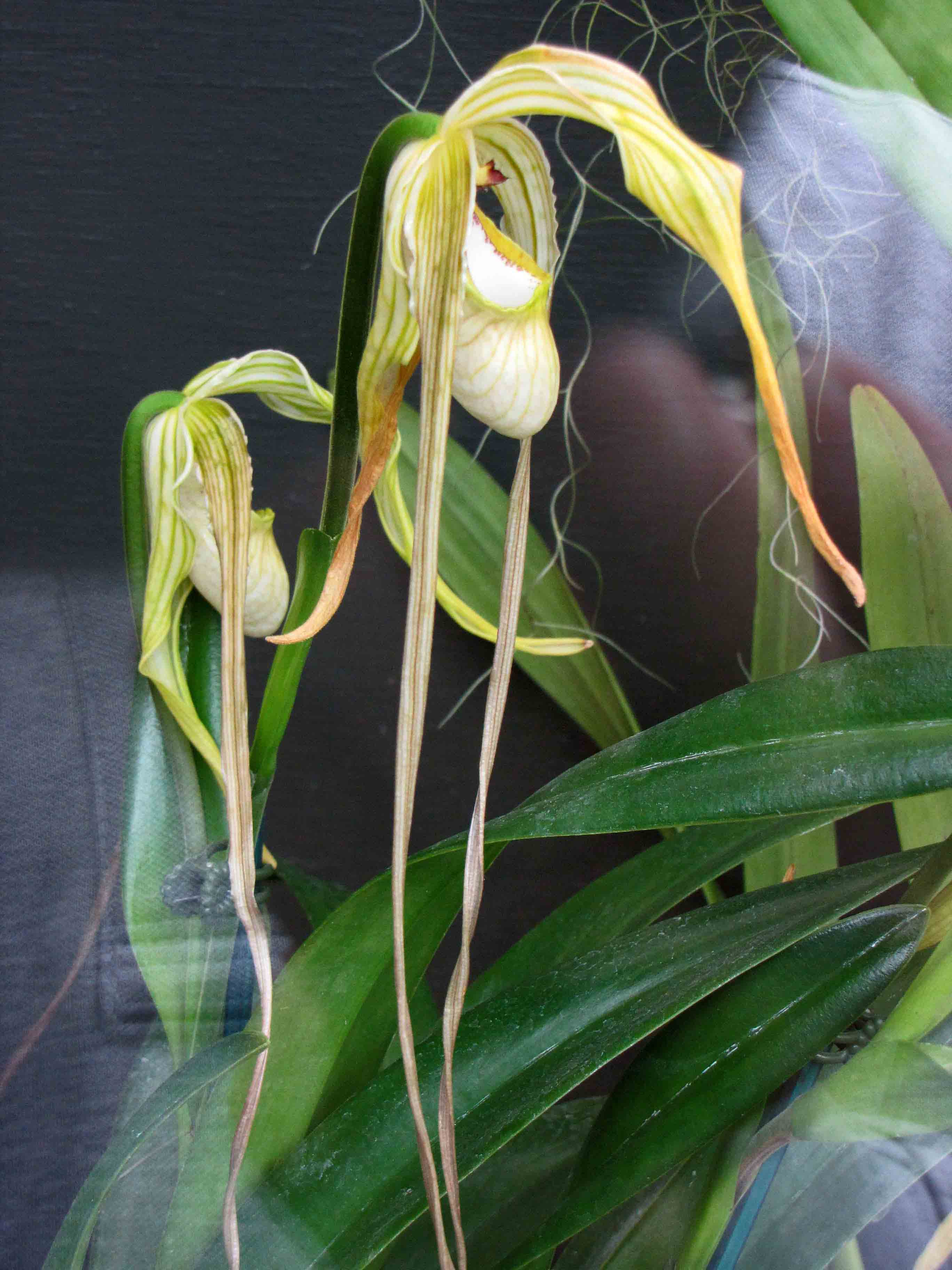
Phragmipedium warszewiczianum
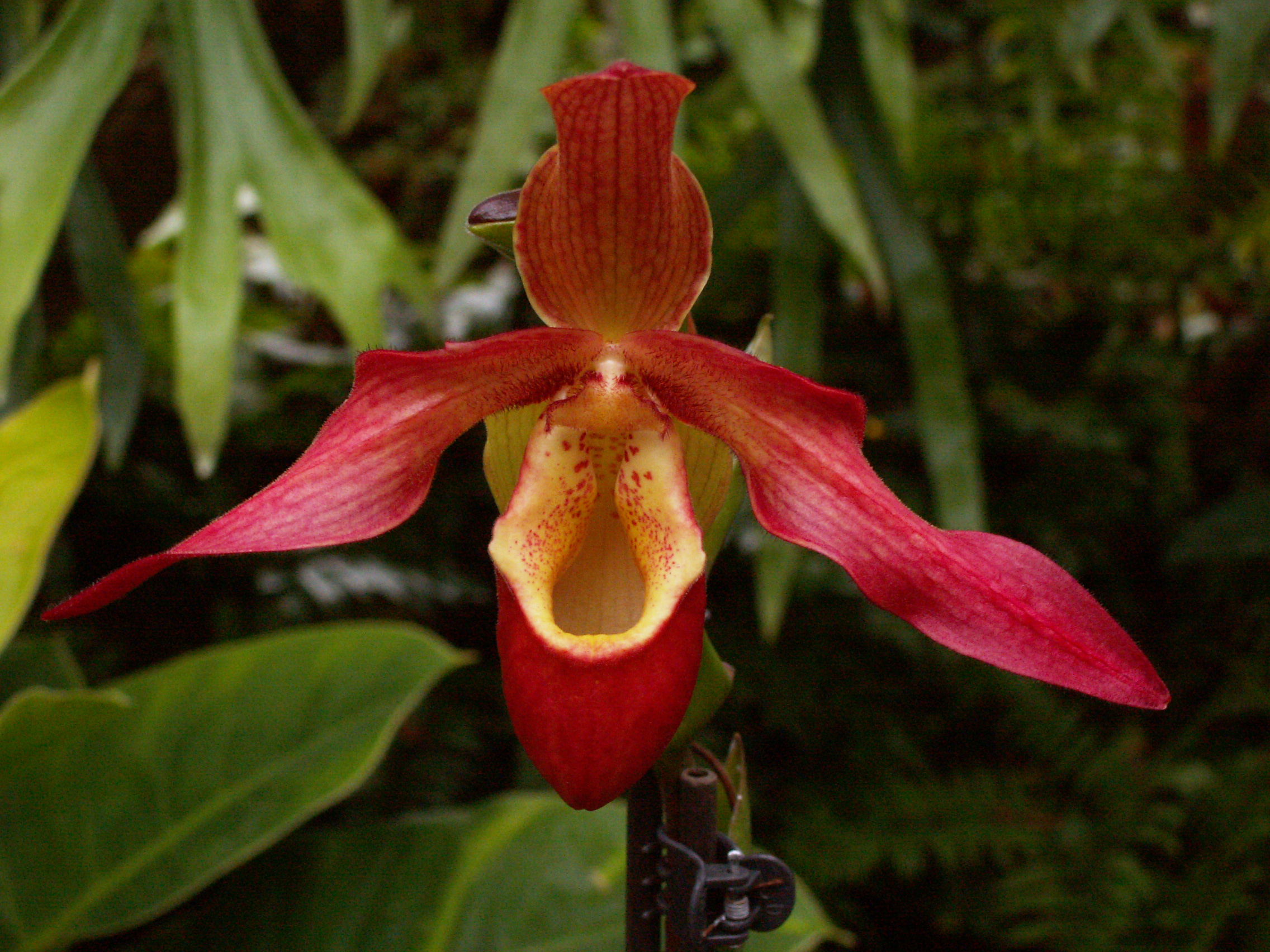
Phragmipedium, kultivar 'John's Happy Birthday'

## Přehled druhů a jejich rozšíření
- Phragmipedium andreettae – jz. Kolumbie a sz. Ekvádor, popsán v roce 2006
- Phragmipedium anguloi – jz. Kolumbie, popsán v roce 2014 z regionu Cauca
- Phragmipedium besseae – Peru, Ekvádor a Kolumbie
- Phragmipedium boissierianum – Ekvádor až střední Peru
- Phragmipedium cabrejosii – Peru, popsán v roce 2019 z regionu Junín
- Phragmipedium caricinum – Bolívie až severní Brazílie
- Phragmipedium caudatum – Peru a Bolívie
- Phragmipedium christiansenianum – severní Brazílie
- Phragmipedium dalessandroi – jv. Ekvádor
- Phragmipedium fischeri – Kolumbie a Ekvádor
- Phragmipedium guianense – Francouzská Guyana, popsán v roce 2014
- Phragmipedium hirtzii – jz. Kolumbie a sz. Ekvádor
- Phragmipedium humboldtii – jv. Mexiko a Střední Amerika
- Phragmipedium klotzschianum – jv. Venezuela, Guyana a s. Brazílie
- Phragmipedium kovachii – Peruánská Amazonie
- Phragmipedium lindenii – sz. Venezuela až stř. Ekvádor
- Phragmipedium lindleyanum – Venezuela, Guyany, s. Brazílie
- Phragmipedium longifolium – Kostarika až Ekvádor, stř. Brazílie
- Phragmipedium pearcei – Ekvádor a sv. Peru
- Phragmipedium ramiroi – Kolumbie, popsán v roce 2017
- Phragmipedium sargentianum – v. Brazílie
- Phragmipedium schlimii – Kolumbie
- Phragmipedium vittatum – v. Bolívie a Brazílie
- Phragmipedium warszewiczianum – sz. Venezuela až Ekvádor[4][11]